# جامع النبي هوري
جامع النبي هوري هو مسجد من المساجد الأثرية التاريخية في ريف مدينة حلب.
ويقع في الجهة الجنوبية الغربية من أطلال مدينة «سيروس» التاريخية والتي تقع بدورها إلى الشمال الغربي من مدينة «حلب» بنحو 70 كم ولا تبعد سوى 2 كم عن الحدود السورية- التركية.
بُني «جامع النبي هوري» في العام 1276 هجرية 1859 ميلادي /الفترة العثمانية/ كما هو مدوّن على بوابته، ويؤم هذا المسجد المصلون من القرى المجاورة للموقع في صلاة يوم الجمعة والعيدين كما كان المسجد مكاناً لاجتماع أتباع الحركة المريدية المناهضة للفرنسيين والتي ظهرت في منطقة «عفرين» في العقد الثالث من القرن الماضي.